# Francesco Foti (attore)
Francesco Foti (Catania, 24 settembre 1965) è un attore e cabarettista italiano.

## Biografia
Diplomato all'Accademia d'arte drammatica Paolo Grassi di Milano nel 1993, si perfeziona attraverso laboratori di recitazione, di voce e scrittura in Italia e all'estero.
Molto attivo in teatro, ha preso parte a testi di autori classici come Pirandello (L'uomo, la bestia e la virtù), Shakespeare (Lady Macbeth) e Anton Čechov (Il gabbiano) e altri più recenti come Edward Albee (Zoo story) e Albert Camus (La peste), fino a Urs Widmer (Top Dogs) e Hanoch Levin (Un'impresa difficile). Nel maggio 2013 è stato Frosch ne Il pipistrello di Strauss, in scena al Teatro Massimo Bellini di Catania per la regia di Michele Mirabella. Nel 2011 porta in scena Niuiòrc Niuiòrc, monologo brillante con sfumature poetiche, terzo spettacolo da lui stesso scritto e diretto, che nel 2013 è stato rappresentato anche a New York.
Nel cinema ha lavorato, tra gli altri, con Giuseppe Tornatore in Baarìa, con Roberto Faenza in Alla luce del sole e con Giuseppe Piccioni in Fuori dal mondo.
In televisione alterna ruoli drammatici e brillanti: l'avvocato senza scrupoli di Squadra antimafia 3, il boss di Tutta la musica del cuore, il perfido Sgrò di Intelligence, l'idealista Pietro Passalacqua nelle due serie di Raccontami e il boss Stefano Bontate ne Il capo dei capi.
È stato George Ragalan, il protagonista indiano della sit-com Sweet India ed il cabarettista drogato Luca Melis ne L'ultima battuta della serie Crimini.
Nella stagione 2006/07 è stato Vincenzo nella instant-comedy Andata e ritorno.
In Un medico in famiglia 8 era Tiziano Corradi, il nuovo direttore sanitario della clinica.
Sul versante comico, scrive e interpreta Relazioni più o meno pericolose (con Margherita Antonelli) e Sotto il vestito Foti, inserendovi alcuni dei numerosi personaggi nati durante il suo sodalizio con il gruppo dei Cavalli Marci. Gira il film comico-musicale Come se fosse amore e registra quattro diversi spettacoli per la rassegna Palcoscenico di Rai 2.
È nel cast fisso delle prime due edizioni di Colorado Cafè.
Ha lavorato in radio (con Francesco Salvi e Paolo Villaggio, tra gli altri) e dal 2001 al 2004 è stato protagonista con i suoi personaggi su Radio Kiss Kiss.
Nel dicembre 2020 gli viene conferito il Premio Vincenzo Crocitti nella categoria Attore in carriera.

### Come cabarettista
La carriera di cabarettista di Francesco Foti, dopo la gavetta nei piccoli locali, ebbe una spinta con il suo ingresso del gruppo genovese dei Cavalli Marci, con i quali rimase per qualche anno. Con loro partecipò al film Come se fosse amore, nel ruolo di un presentatore televisivo despota. La sua più importante partecipazione è quella al cast fisso della prima edizione (2003) della trasmissione televisiva di Italia 1 Colorado Cafè, ideata e condotta da Diego Abatantuono.

## Filmografia

### Cinema
- Il viaggiatore cerimonioso, regia di Giuseppe Bertolucci (1991)
- Da qualche parte in città, regia di Michele Sordillo (1992)
- Fuori dal mondo, regia di Giuseppe Piccioni (1999)
- La precisione del caso, regia di Cesare Cicardini (2001)
- Come se fosse amore, regia di Roberto Burchielli (2002)
- Alla luce del sole, regia di Roberto Faenza (2004)
- Tiger Boy, regia di Gabriele Mainetti (2012)
- Chi ha paura del dottor Kramer, regia di Claudio Bozzatello (2020)
- Involontaria - L’esame, regia di Alessandro Guida (2022)
- Nostos (cortometraggio), regia di Mauro Zingarelli (2022)
- I racconti della domenica, regia di Giovanni Virgilio (2022)

### Televisione
- Due per tre - sitcom, episodio 16 "Il gatto di zia Agata" (1997)
- Il commissario Montalbano 4 - serie TV, episodio 2 "Gli arancini di Montalbano" (2002)
- Raccontami - serie TV (2006-2008)
- Il capo dei capi, regia di Enzo Monteleone e Alexis Sweet - miniserie TV (2007)
- Crimini - serie TV, episodio 7 (2007)
- Intelligence - Servizi & segreti, regia di Alexis Sweet (2009)
- Squadra antimafia - Palermo oggi 3 - serie TV, 4 episodi (2011)
- Un medico in famiglia 8 - serie TV (2013)
- Tutta la musica del cuore - serie TV (2013)
- Una grande famiglia - Terza stagione - serie TV (2015)
- La mafia uccide solo d'estate - Capitolo 2 - serie TV (2018)
- Il cacciatore - serie TV, 22 episodi (2018-2021)
- Imma Tataranni - Sostituto procuratore, regia di Francesco Amato - serie TV, 5 episodi (2019-2021)
- Permette? Alberto Sordi, regia di Luca Manfredi - film TV (2020)
- Io, una giudice popolare al Maxiprocesso, regia di Francesco Miccichè - docufilm (2020)
- Sorelle per sempre, regia di Andrea Porporati – film TV (2021)
- Fino all'ultimo battito, regia di Cinzia TH Torrini – serie TV (2021)
- Un'estate fa, regia di Davide Marengo e Marta Savina – miniserie TV, episodi 3-6-7 (2023)
- I leoni di Sicilia, regia di Paolo Genovese – serie TV, episodi 5-8 (2023)
- Il metodo Fenoglio - L'estate fredda – serie TV (2023)
- Ripley, regia di Steven Zaillian – miniserie TV, episodi 7-8 (2024)
- I fratelli Corsaro, regia di Francesco Miccichè – serie TV (2024)

## Teatro
- L'uomo, la bestia e la virtù di Pirandello
- Lady Macbeth di Shakespeare
- Il gabbiano di Anton Čechov
- Zoo story di Edward Albee
- La peste di Albert Camus
- Top dogs di Urs Widmer
- Un'impresa difficile di Hanoch Levin
- Niuiòrc Niuiòrc, monologo scritto e diretto da Francesco Foti (2011)
- Il pipistrello di Strauss, regia di Michele Mirabella (2013)
- Un momento difficile, regia di Giovanni Anfuso (2018)